# Canton de la Seyne-sur-Mer
Le canton de la Seyne-sur-Mer est un ancien canton français situé dans le département du Var et la région Provence-Alpes-Côte d'Azur.

## Géographie
Ce canton était organisé autour de La Seyne-sur-Mer dans l'arrondissement de Toulon. Son altitude variait de 0 m (La Seyne-sur-Mer) à 352 m (La Seyne-sur-Mer) pour une altitude moyenne de 9 m.

## Histoire
Le canton de la Seyne-sur-Mer a été créé par la loi du 8 mai 1869, en divisant le Canton d'Ollioules. Il est remplacé en 2015 par le canton de la Seyne-sur-Mer-1 et le canton de la Seyne-sur-Mer-2 à l'occasion des élections départementales par le décret du 27 février 2014.

## Représentation

### Conseillers généraux de 1869 à 2015
| Période | Période             | Identité                        | Étiquette              | Qualité                                                                                            |
| ------- | ------------------- | ------------------------------- | ---------------------- | -------------------------------------------------------------------------------------------------- |
| 1869    | 1870                | Vincent Allègre                 | Union républicaine     | Avocat - Maire de Toulon (1870-1874) Député (1876-1881) Sénateur de la Martinique (1883-1899)      |
| 1870    | 1871                | Gaëtan François Verlaque        |                        | Ingénieur en chef des forges et chantiers de la Méditerranée à La Seyne                            |
| 1871    | 1892                | Cyrus Hugues                    | Républicain radical    | Pharmacien Maire de La Seyne-sur-Mer (1876-1882)                                                   |
| 1892    | 1898                | Saturnin Fabre                  | Républicain            | Entrepreneur de travaux publics et propriétaire Maire de La Seyne-sur-Mer (1886-1896)              |
| 1898    | 1910                | Pierre Porre                    | Républicain            | Instituteur en retraite, adjoint au maire de La Seyne-sur-Mer                                      |
| 1910    | 1919                | Paul Lenoir                     | Rad. anticollectiviste | Professeur à l'Ecole Rouvière, à La Seyne-sur-Mer                                                  |
| 1919    | 1940                | Albert Lamarque                 | SFIO                   | Ouvrier à l'Arsenal puis journaliste Adjoint au Maire de La Seyne (1919-1941) Sénateur (1948-1958) |
| 1943    | 1945                | François Gallissard (1883-1947) |                        | Officier Maire de La Seyne-sur-Mer (1941-1944) Nommé conseiller départemental en 1943              |
| 1945    | 1949                | Toussaint Merle                 | PCF                    | Instituteur Sénateur (1946-1948) Maire de La Seyne-sur-Mer (1947-1969)                             |
| 1949    | 1955                | Eugène Montagne                 | SFIO                   | Fonctionnaire Maire de Six-Fours (1935-1941 et 1947-1965)                                          |
| 1955    | 1967                | Toussaint Merle                 | PCF                    | Sénateur (1946-1948) Député (1956-1958) Maire de La Seyne-sur-Mer (1947-1969)                      |
| 1967    | 1985                | Maurice Paul                    | PCF                    | Ouvrier menuisier ébéniste                                                                         |
| 1985    | 1986 (invalidation) | Charles Scaglia                 | UDF-PR                 | Maire de La Seyne-sur-Mer (1984-1994)                                                              |
| 1986    | 2004                | Maurice Paul                    | PCF                    | Ouvrier menuisier ébéniste Maire de La Seyne-sur-Mer (1995-2001)                                   |
| 2004    | 2015                | Patrick Martinenq               | PS                     | Fonctionnaire territorial                                                                          |

### Conseillers d'arrondissement (de 1869 à 1940)
| Période                                  | Période | Identité                        | Étiquette   | Qualité |
| ---------------------------------------- | ------- | ------------------------------- | ----------- | --- |
| 1869                                     | 1871    | Victor-Michel Audibert          |             | Licencié en droit, notaire à La Seyne                                                                       |
| 1871                                     | 1886    | Joseph-Antoine Martinenq        | Républicain | Ancien instituteur libre, horloger à Six-Fours                                                              |
| 1886                                     | 1895    | Joseph-Sifroid-Auguste Raynaud  |             | Propriétaire, maire de Six-Fours                                                                            |
| 1895                                     | 1901    | Louis-Antoine Antelme           |             | Conducteur des ponts et chaussées en retraite, ingénieur civil à La Seyne                                   |
| 1901                                     | 1907    | Auguste-Marius Cabran           | Radical     | Négociant, maire de La Crau, Président du Conseil d'arrondissement                                          |
| 1907                                     | 1913    | M. Forel                        | SFIO        | Instituteur à Reynier                                                                                       |
| 19..                                     | 19..    | Jean-Baptiste Simon (1876-1942) |             | Représentant de commerce, Six-Fours                                                                         |
| 19..                                     | 1940    | Vidal Simon                     | Radical     | Horticulteur à La Seyne                                                                                     |
| 1940                                     |         |                                 |             | Les conseils d'arrondissement ont été suspendus par la loi du 12 octobre 1940 et n'ont jamais été réactivés |
| Les données manquantes sont à compléter. |         |                                 |             | |

## Composition
Le canton de la Seyne-sur-Mer groupe 1 communes et compte 38 124 habitants (recensement de 2010 sans doubles comptes).
| Communes                     | Population   | Code postal | Code insee | Intercommunalité                                        |
| ---------------------------- | ------------ | ----------- | ---------- | ------------------------------------------------------- |
| La Seyne-sur-Mer (chef-lieu) | +38 124, (1) | 83500       | 83126      | Communauté d'agglomération Toulon Provence Méditerranée |

(1) fraction de commune.
Quartiers inclus dans le canton : 
- Centre-ville
- Berthe

- Canton de la Seyne-sur-Mer-1 : Partie de la commune de La Seyne-sur-Mer située au nord d'une ligne définie par l'axe des voies et limites suivantes : depuis la limite territoriale de la commune de Six-Fours-les-Plages, chemin de Ferri, chemin des Barelles, route de Janas, cours d'eau, chemin de Fabregas-aux-Moulières, chemin de Fabregas, route départementale 816, chemin de l'Oide, chemin des Deux-Chênes, chemin des Plaines, route de Fabregas, rue du Lotissement « les Acacias », lotissement « les Acacias » jusqu'au croisement de l'avenue Auguste-Renoir, avenue Auguste-Renoir, rond-point, avenue Auguste-Renoir, rond-point du Docteur-Jean-Sauvet, avenue Auguste-Renoir, rond-point Salvador-Allende, avenue Pablo-Neruda, rond-point, avenue Fernand-Léger, avenue Noël-Verlaque, chemin de l'Evescat-aux-Sablettes, avenue Henri-Guillaume, chemin de l'Evescat, chemin de l'Evescat-au-Fort-Caire, avenue du Général-Carmille, avenue Auguste-Plane, jusqu'au littoral.
- Canton de la Seyne-sur-Mer-2 :
- 1° Les communes suivantes : Six-Fours-les-Plages, Saint-Mandrier-sur-Mer.
- 2° La partie de la commune de La Seyne-sur-Mer non incluse dans le canton de la Seyne-sur-Mer-1.

## Démographie
| 1962 | 1968 | 1975 | 1982 | 1990   | 1999   | 2006   | 2009 |
| ---- | ---- | ---- | ---- | ------ | ------ | ------ | ---- |
| -    | -    | -    | -    | 38 644 | 37 026 | 34 433 | -    |

### Articles
- Var
- Arrondissements du Var
- Cantons du Var
- Communes du Var
- Liste des conseillers généraux du Var